# Life on Mars (soundtrack)
Life on Mars is het soundtrackalbum van de BBC televisieserie Life on Mars (2006-2007). De serie speelt zich af in 1973 en gebruikt muziek uit die periode.

## Nummers
1. Introduction Dialogue
2. David Bowie - Life on Mars?
3. Roxy Music - Street Life
4. Paul McCartney and Wings - Live and Let Die
5. Electric Light Orchestra - 10538 overture
6. John Kongos - Tokoloshe Man
7. Atomic Rooster - Devil's Answer
8. T. Rex - Rock On
9. Free - Little Bit of Love
10. Lee Perry & The Upsetters - Jungle Lion
11. Brief Interlude Dialogue (Armed Bastards!)
12. The Sweet - Blockbuster!
13. Faces - Cindy Incidentally
14. Ananda Shankar - Snow Flower
15. Slade - Coz I Luv You
16. Mott the Hoople - One of the Boys
17. Lindisfarne - Meet Me on the Corner
18. Frankie Miller - I Can't Change It
19. Thin Lizzy - Whiskey in the Jar
20. The Audience - I Had a Dream
21. Uriah Heep - Traveller in Time
22. Nina Simone - I Wish I Knew How It Would Feel to Be Free
23. Epilogue Dialogue (I Want to Go Home/Edmund Butt - Life on Mars Theme (hidden track))